# 里加三兄弟

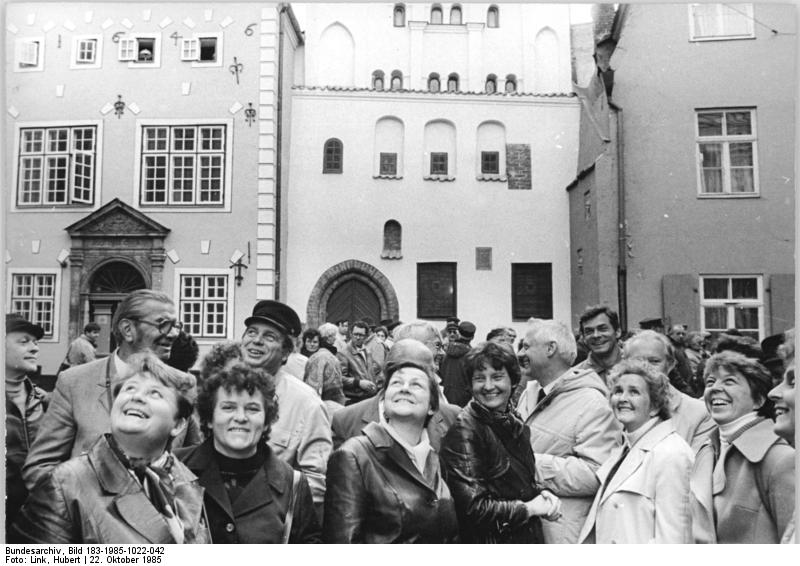
背景为里加三兄弟

里加三兄弟是拉脱维亚首都里加最古老的民居建筑群。它们座落于马萨比尔森街17号、19号和21号，每座住宅建筑分别代表中世纪住宅建筑不同的发展时期。